# Schweizer Meisterschaften im Skispringen 2005
Die Schweizer Meisterschaften im Skispringen 2005 wurden am 16. und 17. Juli 2005 in Kandersteg ausgetragen.

## Ergebnisse

### Junioren
Der Juniorenwettkampf fand am 16. Juli statt. 21 Springer nahmen daran teil. Gewinner waren Rémi Français vor Marco Grigoli und Joel Bieri.
| Platz | Sportler           | Weite 1 | Weite 2 | Punkte |
| ----- | ------------------ | ------- | ------- | ------ |
| 1     | Rémi Français      | 90.0 m  | 96.0 m  | 241.5  |
| 2     | Marco Grigoli      | 87.5 m  | 88.0 m  | 216.0  |
| 3     | Joel Bieri         | 85.0 m  | 87.0 m  | 206.5  |
| 4     | Sébastien Cala     | 84.0 m  | 84.0 m  | 198.0  |
| 5     | Sven Rauber        | 81.0 m  | 85.0 m  | 192.0  |
| 6     | Maxime Bianchi     | 79.0 m  | 86.0 m  | 191.0  |
| 6     | Adrian Schuler     | 82.0 m  | 83.5 m  | 191.0  |
| 8     | Lars Grossen       | 81.0 m  | 82.0 m  | 186.0  |
| 9     | Christian Erichsen | 81.5 m  | 82.0 m  | 183.5  |
| 10    | Adrian Künzi       | 79.0 m  | 80.0 m  | 176.0  |
| 11    | Guillaume Berney   | 78.0 m  | 79.0 m  | 170.5  |
| 12    | Sven Arnold        | 78.0 m  | 78.0 m  | 169.0  |
| 13    | Vital Anken        | 77.5 m  | 79.5 m  | 166.0  |
| 14    | Dominik Furrer     | 77.0 m  | 80.0 m  | 165.0  |
| 15    | Sascha Dürr        | 76.0 m  | 76.0 m  | 153.0  |
| 16    | Ivo Hess           | 74.0 m  | 72.0 m  | 146.5  |
| 17    | Tommy Schmid       | 67.0 m  | 78.5 m  | 143.0  |
| 18    | Pascal Egloff      | 75.0 m  | 71.0 m  | 139.5  |
| 19    | David Brügger      | 69.0 m  | 68.0 m  | 127.5  |
| 20    | Ruedi Ogi          | 67.0 m  | 62.0 m  | 105.5  |
| 21    | Thomas Hurschler   | 64.0 m  | 58.0 m  | 88.0   |

### Einzel
Am 16. Juli wurde der Wettbewerb im Einzel ausgetragen. Dabei nahmen 44 Springer teil, zudem trat Joel Morerod nicht an. Michael Möllinger verteidigte seinen Titel, Platz zwei holte Andreas Küttel und Platz drei Simon Ammann.
| Platz | Sportler            | Weite 1 | Weite 2 | Punkte |
| ----- | ------------------- | ------- | ------- | ------ |
| 1     | Michael Möllinger   | 95.0 m  | 94.5 m  | 247.5  |
| 2     | Andreas Küttel      | 94.0 m  | 93.5 m  | 245.0  |
| 3     | Simon Ammann        | 94.0 m  | 91.0 m  | 239.0  |
| 4     | Marco Steinauer     | 92.0 m  | 92.0 m  | 236.5  |
| 5     | Guido Landert       | 91.0 m  | 90.5 m  | 229.5  |
| 6     | Ivan Rieder         | 91.0 m  | 88.0 m  | 225.5  |
| 7     | Ronny Heer          | 85.0 m  | 83.0 m  | 199.5  |
| 8     | Sandro Steiner      | 83.5 m  | 80.5 m  | 191.0  |
| 9     | Michi Hollenstein   | 83.5 m  | 81.0 m  | 189.5  |
| 10    | Stefan Nyffeler     | 80.5 m  | 81.5 m  | 185.5  |
| 11    | Rémi Français       | 80.5 m  | 81.0 m  | 184.5  |
| 12    | Lucas Vonlanthen    | 81.0 m  | 79.5 m  | 183.0  |
| 13    | Marco Gerber        | 80.5 m  | 79.0 m  | 179.5  |
| 14    | Andy Hartmann       | 79.5 m  | 79.5 m  | 178.5  |
| 15    | Antoine Guignard    | 79.0 m  | 80.0 m  | 178.0  |
| 16    | Marc Vogel          | 79.5 m  | 79.0 m  | 177.5  |
| 17    | Seppi Hurschler     | 78.0 m  | 78.0 m  | 170.0  |
| 18    | Tim Hug             | 74.0 m  | 80.5 m  | 166.0  |
| 19    | Sébastien Cala      | 79.5 m  | 73.5 m  | 165.0  |
| 20    | Andreas Hurschler   | 77.5 m  | 75.0 m  | 163.5  |
| 21    | Joel Bieri          | 79.0 m  | 74.5 m  | 162.0  |
| 22    | Thomas Engel        | 77.5 m  | 76.0 m  | 161.5  |
| 23    | Erich Herrmann      | 80.0 m  | 71.0 m  | 159.5  |
| 24    | Pascal Meinherz     | 74.0 m  | 76.5 m  | 157.5  |
| 25    | Marco Grigoli       | 76.0 m  | 74.5 m  | 156.5  |
| 25    | Pascal Ochsner      | 79.5 m  | 73.0 m  | 156.5  |
| 27    | Maxime Bianchi      | 78.0 m  | 71.0 m  | 151.0  |
| 28    | Rico Parpan         | 78.0 m  | 68.5 m  | 150.5  |
| 29    | Adrian Schuler      | 72.0 m  | 73.5 m  | 146.0  |
| 30    | Sven Rauber         | 73.0 m  | 71.0 m  | 144.5  |
| 31    | Adrian Künzi        | 73.0 m  | 70.5 m  | 143.0  |
| 32    | Sven Arnold         | 74.0 m  | 68.5 m  | 137.0  |
| 33    | Nicola Bay          | 73.5 m  | 65.0 m  | 125.0  |
| 34    | Felix Kläsi         | 70.0 m  | 66.0 m  | 124.5  |
| 34    | Tommy Schmid        | 68.5 m  | 67.0 m  | 124.5  |
| 36    | Tobias Gantenbein   | 66.0 m  | 69.0 m  | 123.5  |
| 37    | Dominik Furrer      | 68.0 m  | 66.0 m  | 121.0  |
| 38    | Fabian Gerber       | 68.5 m  | 65.0 m  | 117.0  |
| 39    | Lars Grossen        | 67.0 m  | 67.5 m  | 115.5  |
| 40    | Pascal Egloff       | 66.0 m  | 66.5 m  | 114.0  |
| 41    | Guillaume Berney    | 64.0 m  | 66.0 m  | 113.0  |
| 42    | Benjamin Wiederkehr | 63.0 m  | 65.0 m  | 108.5  |
| 43    | Christian Erichsen  | 63.0 m  | 66.0 m  | 106.0  |
| 44    | Sascha Dürr         | 56.0 m  | 64.0 m  | 84.5   |

### Team
Der Teamwettbewerb fand am 17. Juli 2005 statt. Der Zürcher Skiverband 1 konnte seinen Titel verteidigen, zweiter wurde erneut der Ostschweizer Skiverband 1, der Berner Oberländische Skiverband gewann erneut die Bronzemedaille.
| Platz | Team                                                                                          | Punkte |
| ----- | --------------------------------------------------------------------------------------------- | ------ |
| 1     | Zürcher Skiverband 1Michi Hollenstein Michael Möllinger Marco Steinauer Andreas Küttel        | 918.5  |
| 2     | Ostschweizer Skiverband 1Simon Ammann Guido Landert Lucas Vonlanthen Pascal Meinherz          | 809.0  |
| 3     | Berner Oberländischer SkiverbandIvan Rieder Stefan Nyffeler Joel Bieri Adrian Künzi           | 716.0  |
| 4     | Zentralschweizer Schneesport VerbandThomas Engel Seppi Hurschler Andreas Hurschler Ronny Heer | 694.5  |
| 5     | Alpine Rettung SchweizMaxime Bianchi Sébastien Cala Antoine Guignard Rémi Français            | 678.5  |
| 6     | Bündner SkiverbandMarco Grigoli Rico Parpan Erich Herrmann Andy Hartmann                      | 645.0  |
| 7     | Ostschweizer Skiverband 2Tobias Gantenbein Sandro Steiner Sven Rauber Pascal Egloff           | 573.0  |
| 8     | Zürcher Skiverband 2Tommy Schmid Sascha Dürr Dominik Furrer Adrian Schuler                    | 476.0  |